# Штупнер, Хуберт
Хуберт Штупнер (нем. Hubert Stuppner; род. 19 января 1944, Тродена, провинция Больцано, Италия) — итальянский композитор.
Окончил консерваторию в Больцано по классу фортепиано у Нунцио Монтанари и композиции у Андреа Масканьи. Стажировался в Падуанском университете как музыковед, изучая песни Брамса, затем в Дармштадте, где, в частности, слушал лекции Штокхаузена, Лигети, Ксенакиса. В 1970—1981 гг. профессор гармонии, в 1981—1997 гг. директор Консерватории имени Монтеверди в Больцано, в 1982—1996 гг. председатель жюри конкурса пианистов имени Бузони. В 1991—2000 гг. художественный руководитель Оркестра имени Гайдна.
Автор камерной оперы «Пляска смерти» (нем. Totentanz; 1978), двух фортепианных концертов, четырёх струнных квартетов, симфонии (1985), камерных и вокальных произведений.